# Maurice Wagemans

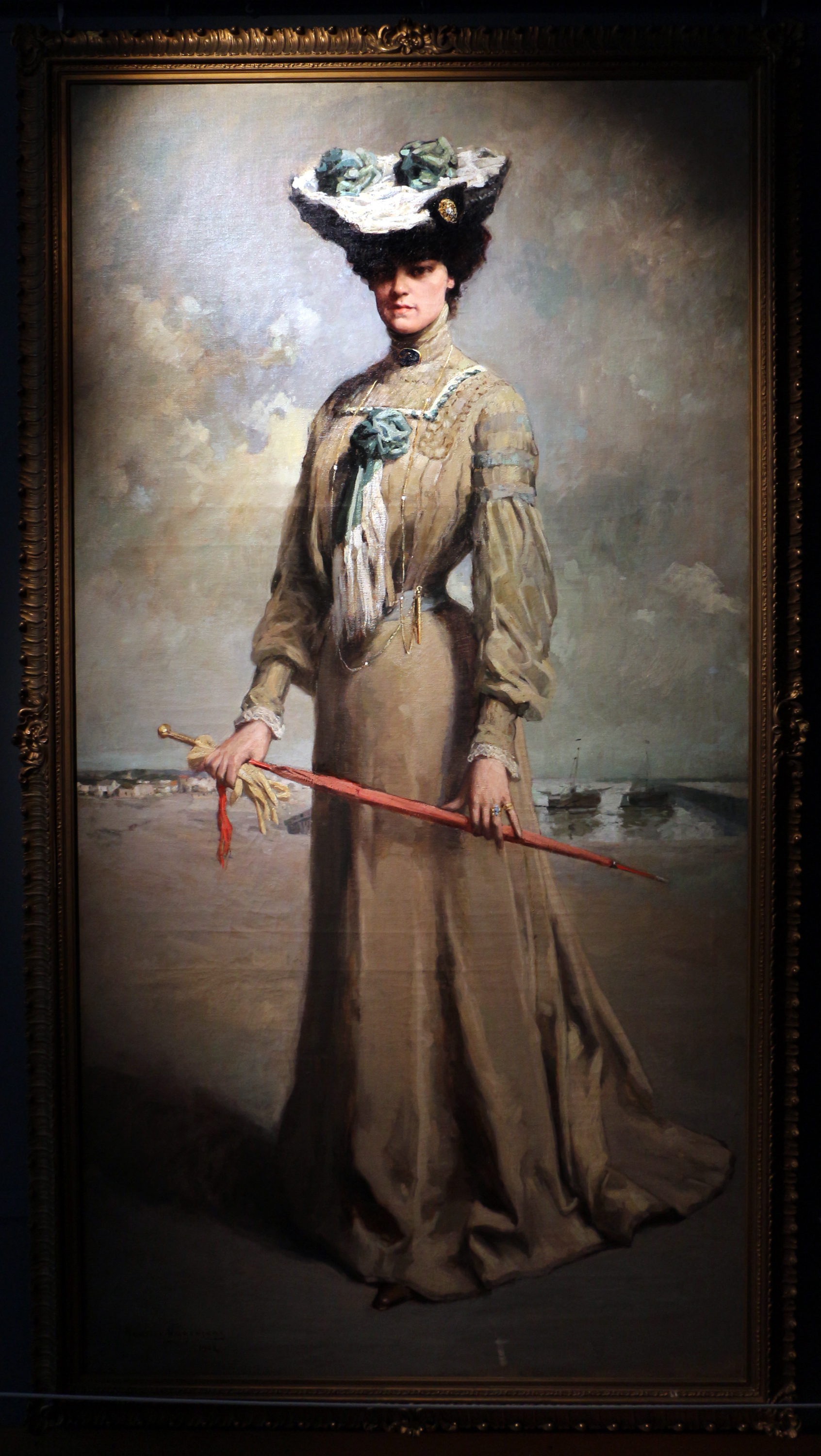
Dame in grijs, Portret van mevrouw Vanderschrik, 1902

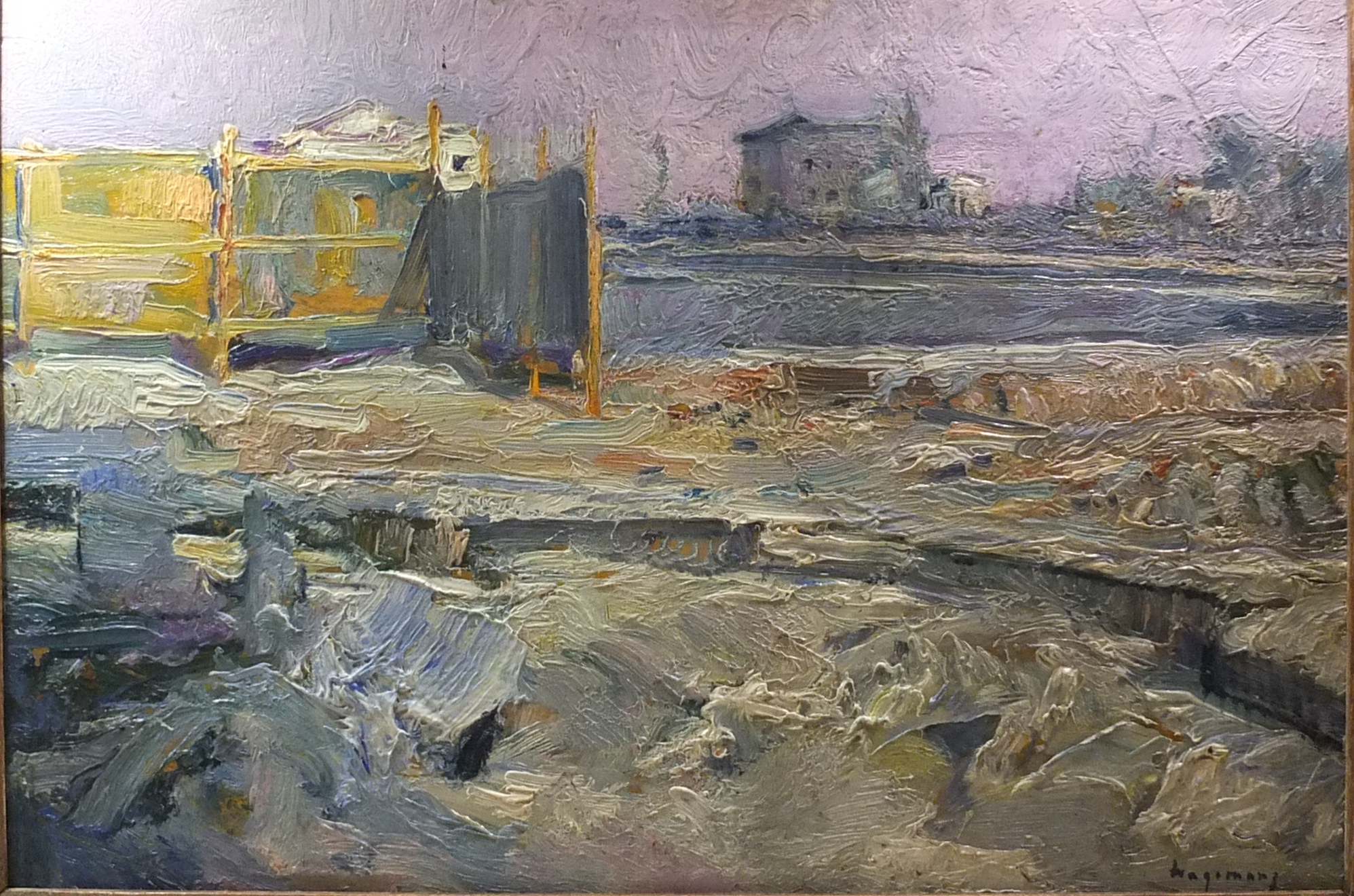
Loopgraaf, tweede linie, Nieuwpoort, ca. 1916-18

Maurice Wagemans (Brussel, 18 mei 1877 – Bredene, 31 juli 1927) was een Belgisch kunstschilder.

## Levensloop
Wagemans was leerling van de Academie van Brussel van 1890 tot 1895 (professoren Jan Portaels en Joseph Stallaert). Hij vervolmaakte zich een tijdlang in Parijs, tegelijkertijd met Alfred Bastien en Frans Smeers. Zijn repertoire bestaat uit historische onderwerpen, huiselijke scènes, portretten, naakten, strandscènes, landschappen, marines en stillevens.
Tijdens de Eerste Wereldoorlog was hij oorlogsvrijwilliger en werd lid van de Section Artistique aan het front.
Zijn stijl evolueerde van realisme naar impressionisme en luminisme. Hij was lid van diverse kunstenaarsverenigingen: "Artists Association", "Cercle Artistique et Littéraire (Brussel)", "Pour l'Art", "Le Sillon" en "Kunst van Heden". 
Gedurende zijn laatste jaren leed hij aan ernstige hartziekte.
Wagemans ligt begraven op de Begraafplaats Paster Pype aan de Nieuwpoortsesteenweg in Oostende. Op het graf prijkt zijn portretmedaillon.

## Tentoonstellingen
- 1902, Salon van Gent: "Dame in grijs"
- 1910, Brussel, Cercle Artistique et Littéraire (samen met Allard)
- 1912, Brussel, Galerie Georges Giroux, deelname aan openingstentoonstelling
- 1917, Zwitserland : deelname "Exposition des Peintres du Front Belge"
- 1919, Brussel, Galerie Studio : individuele tentoonstelling met oorlogsthematiek
- 1921, Parijs, Musée Galliera, deelname "Exposition d’Art belge"
- 1922 Brussel, Eerste "Salon des Anciens Combattans".

## Musea
- Antwerpen, KMSKA
- Brussel, KMSK van België
- Brussel, Museum van Elsene
- Brussel, Legermuseum
- Dublin
- Gent
- Johannesburg
- Oostende, Mu.ZEE